# Tetrix sigillatum
Tetrix sigillatum är en insektsart som beskrevs av Bolívar, I. 1908. Tetrix sigillatum ingår i släktet Tetrix och familjen torngräshoppor. Inga underarter finns listade i Catalogue of Life.